# Штурмовые ночи

Кадр из фильма «Штурмовые ночи»

«Штурмовы́е но́чи» — украинский советский агитационно-пропагандистский кинофильм, снятый в 1931 году Иваном Кавалеридзе по собственному сценарию на Одесской кинофабрике объединения «Украинфильм». В центре сюжета — приход крестьянина на строительство Днепрогэса. Агитпропфильм был запрещён к выпуску и не вышел в прокат. Фильм не был включён в многотомный аннотированный каталог «Советские художественные фильмы», издаваемый с 1961 года издательством «Искусство» под эгидой Госфильмофонда.
Из протокола Государственной репертуарной комиссии РСФСР № 4785 от 13 января 1932 года:

Картину в представленной редакции запретить. Картина выхолащивает социально-политическое понимание социалистического строительства, подменяет классовую борьбу отвлечённой героикой борьбы пролетариата с трудностями. Наряду с … отрицанием роли партии и фетишизацией… стихийности, картина недоступна для массового зрителя в силу её подчёркнутого формального трюкачества.

## Съёмочная группа
- Сценарист: Иван Кавалеридзе
- Режиссёр-постановщик: Иван Кавалеридзе
- Оператор-постановщик: Николай Топчий
- Художник-постановщик: Владимир Каплуновский

### В ролях
- Степан Шкурат — середняк
- Татьяна Вечора — дочь середняка
- Семён Свашенко — кулак
- Евгений Пономаренко — колхозник
- Иван Твердохлеб — бедняк
- Вера Шершнёва — работница Днепростроя

## Технические характеристики
Фильм немой, чёрно-белый, 7 частей, 1610 метров.